# Смит, Майкл Хук
Майкл Хо́ук Смит (англ. Michael Hoke Smith; 2 сентября 1855 года, Ньютон, Северная Каролина, США — 27 ноября 1931 года, Вашингтон, США) — американский политик, член Демократической партии США, сенатор, 19-й министр внутренних дел США, а также дважды губернатор Джорджии.

## Биография
Майкл Хоук Смит родился 2 сентября 1855 года в Ньютоне (Северная Каролина). В 1872 вместе с родителями переехал в Джорджию. В 1874 году окончил Университет Северной Каролины в Чапел-Хилл. В том же году начал адвокатскую практику и открыл собственную контору в центре Атланты. В 1882 году принял на работу своего брата Бёртона, с которым они проработали около 10 лет. Их клиентами по большей части были железнодорожники, в частности получившие травмы на работе. Именно в этих делах братьям Смит больше всего сопутствовала удача.
В 1880-х годах Хоук Смит работал главой округа Фултон. В 1887 году купил Atlanta Journal. Во время президентских выборов 1892 года активно поддерживал Гровера Кливленда, читал речи в его поддержку, чем обратил на себя его внимание.
6 марта 1893 года Гровер Кливленд назначил Смита министром внутренних дел США. Покровительствовал железнодорожным компаниям, ведущим постройку дорог через индейские территории. В 1896 году проехал по США с речами в поддержку Гровера Кливленда, но на Национальной демократической конвенции был выдвинут Уильям Брайан. Смит оказался в замешательстве. 1 сентября 1896 года оставил он свой пост для того, чтобы попытаться переломить ситуацию в партии в пользу Кливленда. Его усилия оказались тщетны — Брайан всё же был выдвинут.
Вскоре Смит вернулся в Атланту, где снова занялся адвокатской практикой, получая 25 000 долларов ежегодно. В апреле 1901 года продал Atlanta Journal. Пытался инвестировать во многие отрасли, но преуспел лишь в недвижимости.
При поддержке популиста Томаса Уотсона в 1907 году Смит был избран губернатором Джорджии. Условиями Уотсона было принятие новоизбранным Смитом нескольких законов Джима Кроу, а именно проверку грамотности и права собственности у афроамериканцев перед голосованием. К концу срока Смит потерял поддержку Уотсона.
В 1911 года был избран снова, но в ноябре того же года Генеральная ассамблея Джорджии назначила его в Сенат США. В 1921 его кресло занял всё тот же Томас Уотсон.
После ухода из Сената Смит вернулся в Атланту, чтобы продолжить адвокатскую практику. Позже переехал в Вашингтон и там продолжил практиковать.
Майкл Хук Смит умер 27 ноября 1931 года, уйдя из жизни последним членом кабинета Гровера Кливленда. Похоронен на Оклендском кладбище в Атланте.